# LUV PARADE/Color of Life
「LUV PARADE／Color of Life」（ラブ・パレード／カラー・オブ・ライフ）はMISIAの15枚目のシングルである。2006年7月5日発売。発売元はRhythmedia Tribe。

## 概要
- 初回限定盤と通常盤の2種類がある。初回盤は、特殊パッケージと別ジャケット付く。
- 前作から約24ヶ月ぶりとなる。
- 2週間連続シングル第1弾。
- 2008年12月17日にアルバム『ASCENSION』、映像作品『星空のライヴIII 〜Music is a joy forever〜』と同時にBMG JAPANから再発売された。

## 収録曲
1. LUV PARADE
作詞：MISIA/作曲：Andreas Grill・Nick Malmestrom/編曲：CHOKKAKU
  - ドワンゴ「★いろメロミックスDX」CMソング、music.jpCMソング、ミュウモCMソング。
2. Color of Life
作詞・作曲：MISIA/編曲：Joi
  - トヨタ自動車「WiSH」CMソング。
3. 太陽がくれたプレゼント
作詞・作曲：MISIA/編曲：Mits Ishibashi
  - 住友生命「LIVE ONE」CMソング。
4. SHININ' 〜虹色のリズム〜 (Club Love NY Vocal Radio Mix)
作詞：MISIA/作曲・編曲：Joi
  - 約8ヶ月前リリースしたデジタルシングルのJoe Claussellによるリミックス。